# Stora Idesjö
Stora Idesjö är en sjö i Kungsbacka kommun i Halland och ingår i Viskan-Rolfsåns kustområde.